# Programa do Ratinho
Programa do Ratinho é um programa de televisão brasileiro inicialmente exibido pela extinta Rede OM, no início da década de 1990, e posteriormente no SBT, apresentado por Carlos Roberto Massa (conhecido como Ratinho). O programa entrou no ar pela primeira vez em rede nacional no dia 8 de setembro de 1998, com conteúdo popular, música, informação e entrevistas. Após ter sua exibição encerrada em 2006, em 4 de maio de 2009, retornou à grade, onde permanece até os dias atuais.

## História

### Rede OM

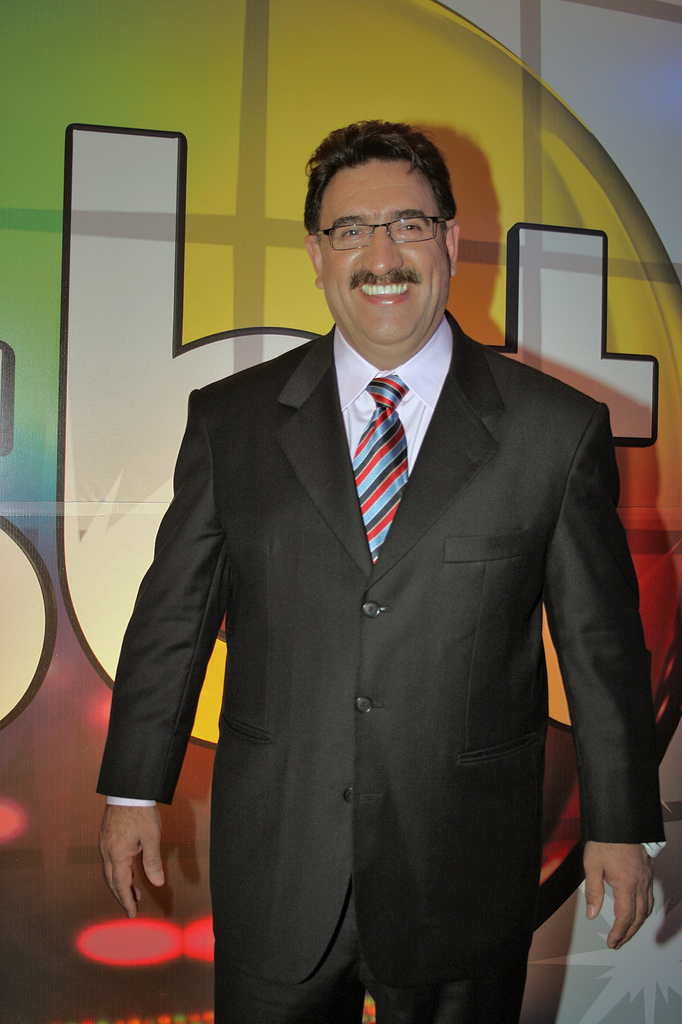
Ratinho na coletiva de imprensa do SBT em 2008

A primeira versão do Programa do Ratinho foi produzida pela Rede OM em 1992, quando Ratinho era contratado da emissora e repórter do programa jornalístico Cadeia, apresentado por Luiz Carlos Alborghetti. A atração era diária e composta por apresentações musicais, reportagens, entrevistas e denúncias. O programa passava-se em um boteco montado dentro do estúdio da emissora, em Curitiba, e saiu do ar por volta do mesmo ano, após Ratinho voltar ao jornalismo policial. Mais tarde substituiria Alborghetti no comando do Cadeia (já quando a Rede OM mudou para CNT), posteriormente renomeado para 190 Urgente.

### Negociações e contrato com o SBT
Os boatos sobre a ida de Ratinho ao SBT eram amplamente divulgados pela imprensa televisiva. No momento em que terminou seu contrato com a CNT, em 1997, uma das propostas recebidas por ele foi do SBT. Nesta época, Silvio Santos pretendia tê-lo como apresentador um programa de calouros. Por oferecer uma participação nos lucros gerados pelo 0900, Ratinho acabou acertando com a Record. Desde então, várias outras propostas foram feitas pelo SBT, obrigando o canal de Edir Macedo a aumentar o salário do apresentador para mantê-lo.
No início de 1998, Silvio Santos tentou contratar o apresentador, mas foi convencido a não fechar o negócio. Um dos motivos foi evitar a piora da crise financeira que a emissora vivia. Também temia que um novo programa do apresentador não pudesse ter o retorno suficiente em audiência e faturamento. A posição de Silvio começa a mudar com a ascensão de Moacyr Franco ao cargo de diretor de criação, passando a ser o braço direito do dono do SBT. Durante uma visita ao Domingo Legal, Ratinho deu início a uma nova e decisiva rodada de negociações usando como intermediário o apresentador Gugu Liberato.
O desempenho da estreia do Ratinho Livre no sábado (até então veiculado de segunda à sexta), no dia 22 de agosto, levou o humorístico A Praça é Nossa que, até julho, era líder em audiência, para a terceira posição (14 a 11 pontos). O fato foi determinante na decisão de Silvio Santos contratar Ratinho de uma vez.
A semana seguinte começou com o anúncio de que a emissora estaria com problemas em fechar novos contratos de publicidade. Programas, como Fantasia, seriam extintos e novas demissões deveriam ser realizadas. Alguns diretores da emissora entraram em rota de colisão com Moacyr Franco, devido a divergências de opinião. No dia 26 de agosto, Luciano Callegari e Guilherme Stoliar, que eram contra a contratação de Ratinho, pediram demissão do SBT. Silvio Santos, mesmo assim, decide manter os dois na emissora, porém afastados de qualquer cargo de comando. O SBT estava à beira do colapso. No mesmo dia, na Record, Ratinho não comparece para apresentar o Ratinho Livre, o que forçou o canal a exibir uma reprise. Na noite do dia 27, Silvio Santos, numa jogada de mestre ou num ato de desespero, assinou contrato com Ratinho e posteriormente anunciava na emissora, a contratação do apresentador. Na mesma hora, pelo segundo dia seguido, Ratinho não compareceu para apresentar o programa na Record.
No dia 28 de agosto, a Agência JB divulgou que além da contratação, o SBT deveria pagar R$ 43 milhões em multa pela rescisão do contrato com a Record. No mesmo dia, o SBT anunciava em comerciais, um programa especial exibido na sexta-feira (até então horário de Tela de Sucessos) e a entrevista coletiva à imprensa, que deu 13 pontos de audiência. A Rede Record exibiu nova reprise do Ratinho Livre. Durante os comerciais, exibia um direito de resposta da emissora que confirmava a saída de Ratinho e que na próxima semana uma nova atração seria exibida a partir do dia 31 de agosto, o Leão Livre, sob o comando de Gilberto Barros.
No dia 31, a Rede Record entrou com uma liminar na justiça para impedir que o SBT continue divulgando a estreia do Programa do Ratinho até que a multa rescisória fosse paga. Do dinheiro, R$ 20 milhões foram pela quebra do contrato com a Record e R$ 23 milhões foram para a Abba Produções, empresa que administrava os sorteios do 0900. A estreia do Leão Livre marca 20 pontos, mantendo-se na segunda posição, atrás apenas da Rede Globo. Silvio decidiu antecipar a estreia do Programa do Ratinho na semana posterior, que tinha previsão de começar em outubro. Informação vazada dentro da emissora dizia que o SBT não tinha a menor condição de pagar a multa rescisória à Record.
No dia seguinte, a a imprensa divulga que o SBT e Ratinho iniciaram um esforço com o objetivo de recrutar membros da antiga equipe do Ratinho Livre, para tentar montar a própria equipe e que a estreia estava marcada para o dia 14 de setembro. Três produtores que pertenciam à antiga equipe foram designados como diretores dos núcleos de produção do novo programa: Valentino Guzzo ficaria responsável pela seleção de artistas e cantores; Rodolfo Scervino era o responsável pelas histórias dramáticas e Américo Ribeiro pela formulação de debates e denúncias. Atílio Riccó foi convidado para ocupar o cargo de diretor-geral, mas permaneceu na Record comandando o Leão Livre. Já a Record cuidou de ocupar os espaços vagos, fazendo uso de sua estrutura jornalística.
Em 2 de setembro, foi divulgado o real motivo da saída de Ratinho da Record: o apresentador recebia cerca de R$ 700 mil mensais, porém, quase dois terços deste valor era oriundo de sua participação no sistema de sorteios através do 0900, mediante um contrato de três anos que ele mantinha com a Abba Produções. Com a suspensão dos sorteios em meados daquele ano, Ratinho deixou de ganhar a quantia referente a sua participação nos sorteios e, em função disso, passou a pleitear a incorporação da quantia no seu salário. A Record, que ainda tinha esperanças de retornar com os sorteios, não atendeu ao desejo do apresentador. Aproveitando a situação, o SBT ofereceu R$ 800 mil em salário, além do valor referente a duas ações de marketing em seu programa. Foi por causa desta proposta que Ratinho decidiu-se pela transferência. Também surgiu a notícia do incidente com o então ministro da Saúde José Serra, que exigia da direção da Record uma lista dos políticos convidados para participar do programa, o que é de praxe durante o período eleitoral, pois 1998 era ano de Eleições Gerais no Brasil. A emissora de Edir Macedo temia que fosse vítima de sanções como as ocorridas com a Rede Bandeirantes. Em 3 de setembro, por conta de séries de vitórias consecutivas do programa Leão Livre na frente do SBT e tornando-se líder de audiência quando terminava a novela Torre de Babel da Rede Globo, foi anunciada a antecipação da estreia do Programa do Ratinho: de 14 para 8 de setembro.

### 1998
Em 8 de setembro, numa terça-feira, entrou no ar o Programa do Ratinho. Na estreia, o programa derrotou o Leão Livre, marcando 25 pontos com picos de 32, contra 7), mantendo o SBT na vice, mas ao terminar o programa, o Leão Livre passou a ser vice novamente, com 16 pontos. No dia 10 de setembro, as redes SBT e Record empataram pela primeira vez durante meia hora durante os dois programas com 18 pontos. No dia 14, o Leão Livre venceu o Programa do Ratinho. No dia seguinte era a vez do Ratinho vencer.
A partir de sua estreia, as transmissões da Copa Mercosul de Futebol de 1998 passaram a mostrar apenas o segundo tempo de cada jogo (exceto nas emissoras próprias e nas emissoras da TV Alterosa), o que colaborou para o fim da equipe esportiva do SBT, no fim de 1998.
Os primeiros meses do programa foram marcados por reportagens policiais, o que rapidamente chamou atenção da Justiça, que intimou a produção no final daquele ano. Em razão desse sensacionalismo, por vezes o programa alcançava o primeiro lugar na audiência, fato que era comemorado pelo apresentador ao subir em um pódio, "dançar" ao som do tema musical do Jornal Nacional e terminar a dança com o gesto obsceno de "créu", visivelmente afrontando a Rede Globo. Em pouquíssimo tempo, a Globo impediu, através do Judiciário, que Ratinho e sua equipe utilizassem o tema do jornalístico nessa "comemoração".

### 1999 e 2000
Em 1999 e 2000, Ratinho alternou quadros policiais com variedades musicais e casos bizarros, testando a tolerância da sociedade e recebendo algumas advertências judiciais.

### 2001 a 2004
A partir de 2001, o programa adquiriu ares de programa humorístico, somado a uma nova versão do Show de Calouros, além da manutenção do Teste de DNA, onde pessoas tiravam dúvidas sobre a paternidade dos filhos não assumidos pelos pais, na maioria das vezes culminando com lutas físicas entre os familiares no palco, mas mesmo assim, o jornalístico do programa foi mantido com o quadro "A Cacetada do Dia", aonde era comentado algum acontecimento no Brasil ou no mundo, naquele dia de exibição.

### 2005
A partir de 2005, o programa não teve mais a trupe circense que tanto o notabilizou, o diretor que quis tornar o programa mais sério e jornalístico, mudou de horário, trazendo-o das 21h30/22h00 para 18h50/17h00, e voltando para as 21h30 e posteriormente indo para as noites de sábado, com duas horas de duração.

### 1998 a 2006

#### Personagens
Contava com os seguintes participantes: Sombra, Rodela, Marquito, Azeitona, Fabiano Tonelada, Caroço, Bola Sete, Bailarino - Clau (Robson Duarte), Santos (Iran Thieme), DJ Negrão, Xaropinho e Tunico (marionetes), Joaquim e Tatu.

### Retorno (2009)
Na primeira exibição em 2009, o programa contou com a homenagens de artistas a Carlos Massa. O governador de São Paulo, José Serra, telefonou para o canal para parabenizar a volta do programa. Na ocasião, Ratinho anunciava que o programa conquistava a vice-liderança. No final do televisivo, os veículos de comunicação informavam que o programa chegou a arrematar 8 pontos no IBOPE com pico de 10 pontos na Grande São Paulo e dessa forma o programa dobrou a audiência do SBT, desbancando programas como Brasil Urgente, de José Luiz Datena, que chegava a ficar em segundo lugar, e SP Record (apenas na Grande SP, pois era exibido o desenho do Pica-Pau para o restante do país) que oscilava em terceiro e segundo lugar. O programa voltou sendo transmitido no final da tarde com seu formato tradicional. Em 2010, são retomados os testes de DNA, mas o programa registrou uma audiência pífia e assim retornou para seu horário tradicional às 21h15, seu antigo horário. Durante os 3 anos seguintes o programa manteve o mesmo formato.
Em 26 de janeiro de 2015, o programa passou a ser exibido em alta-definição (HDTV) após reformas no estúdio 6 (onde é gravado o programa) para adequá-lo a tecnologia.
Em 25 de fevereiro de 2015, Ratinho trouxe uma entrevista exclusiva com Florinda Meza e o programa marcou 8.4 de audiência, ficando em terceiro lugar. Gugu, que estreava seu novo programa na Rede Record, ficou com 16.5 (17) pontos de audiência.
Em 25 de junho de 2015. o programa alcançou a maior audiência em uma quinta-feira desde 19 de maio de 2005. Foram 10.3 pontos de média (contra 10.5 em 2005), 15.2 pontos de pico ficando na vice-liderança isolada batendo a Record (10.2 X 8.0) que mesmo horário exibia o Programa do Gugu.
No dia 11 de janeiro de 2016, a atração marcou um recorde, com Ratinho alcançando 11 pontos de média, segundo dados do Ibope. No confronto, a Record fechou com 6 pontos.[carece de fontes?]
No dia 30 de junho de 2016 a atração bateu novo recorde de audiência, marcando 11.6 (12) pontos vencendo a Record.
No dia 12 de janeiro de 2017, a atração voltou a bater novo recorde, cravando 12.5 pontos de média e chegando a picos de 15 pontos, ficando em segundo lugar isolado no confronto, quando a Record obteve 7 pontos de média.
No dia 11 de março de 2019, a atração ganhou um novo cenário, amplo e mais colorido, e passou a apresentar elementos inspirados nos cassinos de Las Vegas. A atração também ganhou nova abertura.
Em 26 de agosto de 2020, após 22 anos, o repórter Ney Inácio foi demitido.
Em 5 de julho de 2022, o programa fechou na liderança isolada com 9.4 pontos, contra 7.3 da Globo, que exibia o Profissão Repórter e o Jornal da Globo, feito esse alcançado pela primeira vez. Apesar de ir ao ar em horário tardio por conta da transmissão do jogo de volta das oitavas de final entre Boca Juniors e Corinthians pela Copa Libertadores da América de 2022, o programa segurou boa parte do público do futebol, exibindo o quadro Gol Show, que é uma releitura do programa apresentado por Silvio Santos (1997), Silvio Luiz (1998), Luís Ricardo e Babi Xavier (2002).
Atualmente, mantém em diversas ocasiões a vice-liderança para o SBT, com médias de 5 pontos.

## Elenco

### Apresentador
- Ratinho (1998-2006, 2009-atualmente)

### Integrantes
- Marquito (1998-2005, 2009-atualmente)
- Xaropinho (1998-2006, 2009-atualmente)
- Santos (2001-2006, 2012-atualmente)
- Chicão - Histórias que o povo conta (2001-atualmente)
- Sombra (1998-2006, 2009-atualmente)
- Faxinildo (2009-atualmente)
- Milene Pavorô (2010-atualmente)
- Rhenata Schmidt (2011-atualmente)
- Pegador (2014-atualmente)
- Robson Bailarino (1998-2006; 2024-atualmente)

### Ex-integrantes
- Tunico (1999-2005)
- Caroço e Azeitona (1998-2006)
- Fabiano Tonelada (1998-2006)
- C1 e C2 (1998-2006)
- Joaquim (1998-2006; morto em 2024)
- Bola Sete (1999-2006)
- Rodela (2001-2006; morto em 2020)
- Tatu (1998-2006; morto em 2009)
- Valentina Francavilla (2009-2021)

## Quadros

### Histórias que o povo conta
Histórias que o Povo Conta é um quadro televisivo dedicado à apresentação de relatos populares relacionados a experiências sobrenaturais e fenômenos inexplicáveis. O segmento reúne depoimentos de pessoas que afirmam ter vivenciado situações como aparições de fantasmas e outros eventos de natureza insólita. Os relatos são dramatizados por atores e exibidos no programa, sendo roteirizados e narrados por Francisco Rodrigues Filho, conhecido como Chicão.

### Teste de DNA
Teste de DNA foi um quadro emblemático do Programa do Ratinho, transmitido pelo SBT, que ganhou notoriedade a partir do final da década de 1990. O segmento consistia na realização de exames de paternidade, cujos resultados eram revelados ao vivo, frequentemente em meio a reações emocionais intensas dos participantes. Apresentado por Carlos Massa, o Ratinho, o quadro tornou-se conhecido por seu formato dramatizado e pela presença de uma plateia participativa, elementos que contribuíram para sua ampla repercussão na televisão brasileira.
Ao longo dos anos, o Teste de DNA foi alvo de críticas por seu caráter sensacionalista e por expor questões familiares delicadas em rede nacional. Em 2021, diante de mudanças na grade de programação e de uma tentativa de modernizar o conteúdo do programa, o quadro foi retirado do ar, sendo considerado obsoleto e desgastado pela produção.  Apesar de sua retirada, o segmento permanece como um dos mais lembrados e discutidos da história do Programa do Ratinho, refletindo tanto seu impacto cultural quanto as controvérsias que suscitou.

### Dez ou Mil
Um dos quadros mais tradicionais é o Dez ou Mil, uma competição de calouros onde os participantes exibem seus talentos variados diante de um júri que decide se a apresentação merece uma nota simbólica de dez reais ou mil reais. Este segmento é conhecido por seu caráter irreverente e pelas reações espontâneas tanto dos jurados quanto do público.

### Jornal Rational
O Jornal Rational é outro destaque, funcionando como um show de variedades que combina humor, mágicas, brincadeiras, músicas engraçadas, participações especiais e vídeos da internet. Dentro deste quadro, há o subsegmento Vem Quem Quer, onde anônimos têm a oportunidade de mostrar seus talentos e enfrentar desafios propostos pelo programa.

## Sonoplastia

### Efeitos sonoros
O Programa do Ratinho é conhecido por seus efeitos sonoros, como "Uepa!", "pare", "Brasil" e “Rapaz”, dito por Xaropinho.
Em agosto de 2021, Diego Alves, que trabalha no setor de sonoplastia do programa, viralizou ao mostrar os bastidores de seu trabalho. Ele começou compartilhando vídeos no Linkedin, que foram compartilhados por Daniel Furlan no Twitter. Em 17 de julho de 2023, a novela Terra e Paixão, da Globo, usou os efeitos sonoros do Programa do Ratinho no capítulo da novela.

### 1998-2000
Em 1998, o tema era os funcionários do SBT, construindo o que parecia ser o cenário do programa, enquanto Ratinho aparecia e dava ordens, e também se atrapalhava com as besteiras dos funcionários.

### 2000-2001
Em 2000, o programa ganhou um novo cenário, parecendo uma estação do metrô, e consequentemente, uma nova abertura. Nela, Ratinho escorregava sobre um buraco, e parava num lugar escuro.

### 2001-2005
Na terceira, em 2001, Ratinho colocava todos os seus colegas para dentro de um canhão, para atirar em uma sombra. Ao perceber que errou, Ratinho ficava furioso, e corria até a placa que desce, e dá uma cacetada nela.

### 2005-2006
Na quarta e última, em 2005, Ratinho, em claymation e do tamanho de um rato e Xaropinho (também em claymation), saíam de suas tocas, e viam uma ratoeira com um queijo. Xaropinho corria desesperadamente até a ratoeira e Ratinho só parece aguardar alguma coisa. Quando Xaropinho pegava o queijo, uma vassoura atingia o rato, e continua a espancá-lo. O queijo cai na frente de Ratinho, e ele o pegava, e então corria em direção a ratoeira. Num ângulo perfeito, Ratinho era impulsionado até uma janela que dá para um prédio do logotipo (que se assemelha ao do 20th Century Fox).

### 2009-2012
Em 2009, letras voavam, e se encaixavam em uma faixa vermelha formando o nome Programa do Ratinho. Em 2010, o fundo e faixa ficam mais escuros.

### 2012-2014
Na quinta, em 2012, o dia dá lugar á noite, e várias pessoas fazem suas atividades, e Ratinho aparece em vários outdoors, cumprimentando-as.

### 2014-2019
Na sexta, em 2014, um Ratinho gigante aterroriza a cidade, e faz com que um gordo caia num banco de praça, fazendo com que um mendigo fique preso numa árvore. Ratinho tenta ajudar o rapaz, mas se distrai por uma mulher, fazendo com que o mendigo seja lançado para o alto. No processo, ele adquire roupas mais formais. Ele então cai num condomínio de onde uma moça estava saindo do banho. O rapaz tenta se explicar, até que Ratinho aprece e observa. A moça se assusta e pula nos braços do mendigo. Ratinho então assobia para Xaropinho, que começa a correr numa roda de hamster, acendendo um outdoor do logotipo do Ratinho. Os dois então se posicionam no prédio.

### 2019-Atual
É noite, e aparecem vários outdoors em neon em cima de prédios, sendo que um deles é do Ratinho acenando. No final, aparece a logotipo do programa também em neon. Em 2022, a trilha sonora da abertura é modificada.

## Controvérsias
Em 18 de outubro de 1998, menos de 2 meses após a estreia do programa no SBT, a Folha de S.Paulo fez uma reportagem, que revelou um esquema que fabricava histórias falsas para serem apresentadas no programa. O caso rapidamente chegou a Justiça. Em sua defesa, o apresentador afirmou que pagava aos diretores para procurar histórias para o programa, porém não sabia que elas eram falsas. Porém dias depois, a reportagem apurou que o Ratinho tinha ciência sobre a não veracidade das histórias.
O programa também foi acusado de desrespeitar inúmeros direitos humanos, chegando a liderar, em 2003, a lista da campanha "Quem Financia a Baixaria é Contra a Cidadania", que é formada por denúncias de telespectadores e pelo Comitê de Acompanhamento da Programação (CAP), onde estão como representantes mais de 60 entidades que assessoram a Comissão de Direitos Humanos e Minorias da Câmara dos Deputados para criar o "Ranking da Baixaria na TV". O programa recebeu 100 denúncias por "exposição de pessoas ao ridículo, desrespeito às religiões afro-brasileiras, desrespeito aos valores éticos e morais da família e incitação à violência".
Em 1999, quando o irmão dos cantores Zezé Di Camargo e Luciano, Welington José Camargo, estava sob poder de sequestradores, Ratinho criou um serviço por telefone para arrecadar o dinheiro do resgate. A atitude teria incitado os criminosos a aumentar o valor pedido e ainda cortar um pedaço da orelha de Welington, e ainda, ter colocado o mesmo pedaço, na portaria da TV Serra Dourada, afiliada do SBT em Goiânia. Anos depois em 2018, o apresentador admitiu que interferir nesse caso foi o seu único arrependimento na televisão.
Em 4 de março de 2006, o apresentador e o programa foram acusados, através da publicação da revista Veja, de terem recebido dinheiro para “falar bem” aos políticos do PT, principalmente ao Governo Lula (que enfrentava graves denúncias de corrupção) e a então prefeita de São Paulo, Marta Suplicy (2001-2004), segundo gravações feitas pelas polícias Civil de São Paulo e Federal com autorização da Justiça, com membros envolvidos no Escândalo do Mensalão. Ratinho negou todas as acusações da revista, mas a audiência do programa caiu muito com a denúncia, perdendo IBOPE. Isso resultou na mudança de horário por várias vezes e sai do ar meses depois.
Em 15 de agosto de 2008, Ratinho foi condenado pela 3ª Turma do Superior Tribunal de Justiça, que decidiu, por unanimidade, manter a condenação por danos morais de R$ 120 mil imposta pelo Tribunal de Justiça de Goiás, com direito a correção monetária, a Marcos Juliano da Penha, portador de deficiência física. Uma série de reportagens exibidas entre 11 e 18 julho de 2000, após uma mulher ter se apresentado ao programa como esposa do deficiente acusou o marido fingir-se de doente para levar vantagens. A chamada do programa tinha o seguinte teor: “Ex-mulher desmascara falso aleijado curado pelo pastor”. As reportagens tratavam da onda de charlatanismo que ocorria no país, com a proliferação dos cultos destinados a curar deficientes físicos liderados por pastores evangélicos. Uma das imagens exploradas pelo programa, que deu margem à indenização, dizia se tratar de um caso ocorrido em Maringá, no Paraná, quando, de fato, foram filmadas sete anos antes, em Anápolis, quando o deficiente buscou a 3ª Igreja Presbiteriana Renovada. Marcos Juliano da Penha é portador de amiotropia espinhal progressiva, uma patologia neuromuscular degenerativa. A defesa do apresentador alegou que a informação era de interesse jornalístico, o que não foi aceita, pois o apresentador não deu o direito de defesa de Marcos Penha.
Em 8 de abril de 2010, Ratinho fez uma entrevista com o ator Guilherme de Pádua, que em 1992, assassinou a colega de elenco, Daniella Perez a golpes de tesoura, junto de sua esposa, Paula Thomaz, ambos condenados a 19 anos de prisão, porém só ficaram 6 presos. Durante a entrevista, Ratinho e Guilherme de Pádua chegaram a discutir ao vivo, depois do programa, a autora de novelas e mãe de Daniela, Glória Perez, fez duras críticas a Ratinho e detonou Guilherme. Em 2011, em uma entrevista ao programa Hebe, na RedeTV!, o Ratinho afirmou estar arrependido de fazer a entrevista com o assassino da filha da autora.
No dia 10 de novembro de 2010, Ratinho citou o caso de Elisa Samúdio, que foi assassinada, a mando do ex-goleiro Bruno, que jogava no Flamengo. Na Época, Ratinho lançou uma campanha em seu programa no SBT. Ratinho resolveu dar um cheque no valor de 1 milhão de reais para quem levar Eliza Samúdio ao palco de sua atração. A jovem estava desaparecida desde junho de 2010. Segundo Ratinho, o goleiro Bruno e seus comparsas “estariam enrolando a Justiça, ao alegar que Eliza ainda está viva”. A proposta provocou a fúria de Ercio Quaresma, advogado de Bruno, que criticou o apresentador durante um programa da mesma emissora. O defensor acusou Ratinho de colocar em risco a segurança de Eliza. Ratinho rebateu, e ameaçou o polêmico advogado, que já foi flagrado em gravações de áudio, ameaçando a esposa e cúmplice de Bruno.
Em 30 de agosto de 2011, o apresentador e o SBT foram condenados a pagar indenização por dano moral no valor de R$ 150 mil ao pastor Victor Ricardo Soto Orellana, fundador da Igreja Acalanto – Ministério Outras Ovelhas. Por ser uma igreja “inclusiva”, frequentada por homossexuais, Ratinho fez piada sobre o assunto enquanto mostrava um trecho do culto, nos dias 2 e 5 de maio de 2003. Ele a classificou de “igreja de viadinhos”. Após perder na justiça e recorrer, o processo contra Ratinho e SBT chegou até o Superior Tribunal de Justiça, que manteve a condenação determinada na instância inferior.
Em 2011, Ratinho fez fortes críticas a um pastor da Igreja Mundial, após mostrar um vídeo mostrando um testemunho de um fiel que teria anulado uma dívida de R$ 18 mil depois de ter passado uma "toalhinha santa" na fechadura do banco. O vídeo foi apresentando no quadro “Passa de Novo” e foi um pedido de uma telespectadora do programa do SBT. Em seu programa, Ratinho, acusou o pastor de ser um estelionatário e questionou a veracidade do testemunho apresentado. "Mas que absurdo fazem alguns pastores de igrejas. Ai é chamar a população de idiota. É apelação achar que Deus vai se preocupar com dinheiro. Quem é o idiota que vai acreditar nessa mentira? Eu duvido que o senhor conheça a Bíblia! Isso é enganação, o que o senhor está fazendo é estelionato. O senhor deveria estar na cadeia." disse Ratinho em seu programa. Além disso, Ratinho ameaçou caçá-lo, se o pastor o processasse. O líder da Igreja Mundial, Apóstolo Valdemiro Santiago, incomodado com as críticas feitas pelo apresentador, respondeu em seu programa de TV: "Ouvi uma notícia que me deixou triste, sobre o grande apresentador de TV, Ratinho. Eu o admiro muito, mas se ele fez uma ofensa a essa obra para ter audiência, é sensacionalismo. Você cometeu um grande erro, uma falha, que vai trazer consequências gravíssimas para sua vida, para sua carreira, pro seu trabalho. Que Deus tenha misericórdia de você. Não se mete com a obra de Deus não, porque você vai acabar atraindo a ira de Deus! Eu assumo o lugar dele, porque eu sou o responsável por ele, então vem me caçar!"
Em 1 de Junho de 2012, Ratinho entrevistou o ex-presidente Lula, marcando 8 pontos de média segundo o Ibope, isolando-se na vice-liderança. Porém ambos foram multados (assim como SBT e Haddad também foram) por propaganda eleitoral antecipada. Ratinho se ofereceu para pagar a multa do ex-presidente, por esse ser seu convidado.
Em 1 de Outubro de 2012, Ratinho foi condenado pela Terceira Turma do Superior Tribunal de Justiça, a pagar 500 salários mínimos (o equivalente a R$ 311 mil reais) ao ex-futebolista Paulo Roberto Falcão, depois de ter exibido, em seu programa, uma entrevista na qual a ex-mulher de Falcão o acusava de sequestrar o filho do casal, trazendo-o de forma irregular dos Estados Unidos para o Brasil. O STJ considerou que a matéria em questão foi "vexatória e sensacionalista" e que causou "constrangimento público". Ratinho e a emissora haviam sido condenados a pagar 1 milhão de reais por danos morais, mas recorreram. Ratinho argumenta que a ação deveria ser dirigida apenas contra a ex-mulher de Falcão, e pediu a redução do valor. O STJ manteve a condenação, mas diminuiu o valor.
Em 9 de dezembro de 2014, Luís Ricardo se queimou ao vivo durante um espetáculo de pirofagia (arte de manipular o fogo). Ao "cuspir" o fogo, as chamas acabaram pegando em seu corpo. Ele saiu às pressas do palco e o programa foi encerrado em seguida. De acordo com o SBT, ele teve os primeiros atendimentos no ambulatório da emissora e foi transferido para o Hospital Albert Einstein, onde ficou internado por 2 dias, Luis Ricardo teve apenas queimaduras superficiais.
Em 15 de abril de 2016, durante uma brincadeira no programa, os assistentes de palco estavam dentro de caixas de papelão no chão, andando. Em uma delas estava a assistente Milene Pavorô. Ratinho, em tom de descontração, chutou a caixa com a assistente, chegando a furar-la. Milene simulou choro e saiu carregando os sapatos. O fato causou polêmica.
Em 12 de julho de 2017, durante o encerramento do programa, foi levado ao ar de forma rápida no canto da tela um direito de resposta através de uma sentença judicial sobre um ocorrido em 2009 em que o apresentador Ratinho xingou um procurador da República que se envolveu num acidente de trânsito e que teria ameaçado policiais militares, com palavras ofensivas durante o seu programa. O Apresentador foi condenado pela justiça a pagar uma indenização de R$ 50 mil ao procurador do Distrito Federal José Luciano Arantes.